# 바락 8

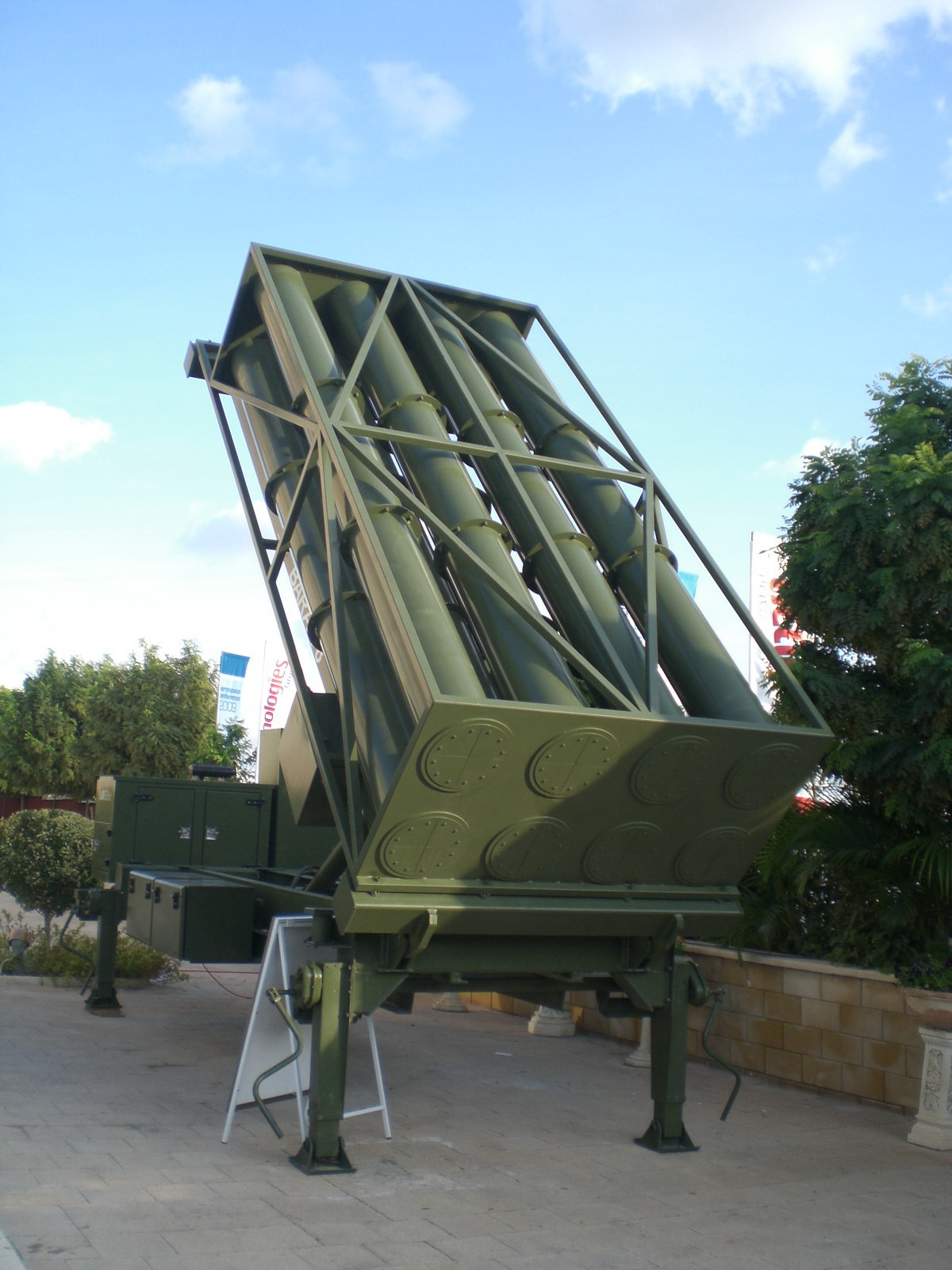
바락 8 미사일 발사대

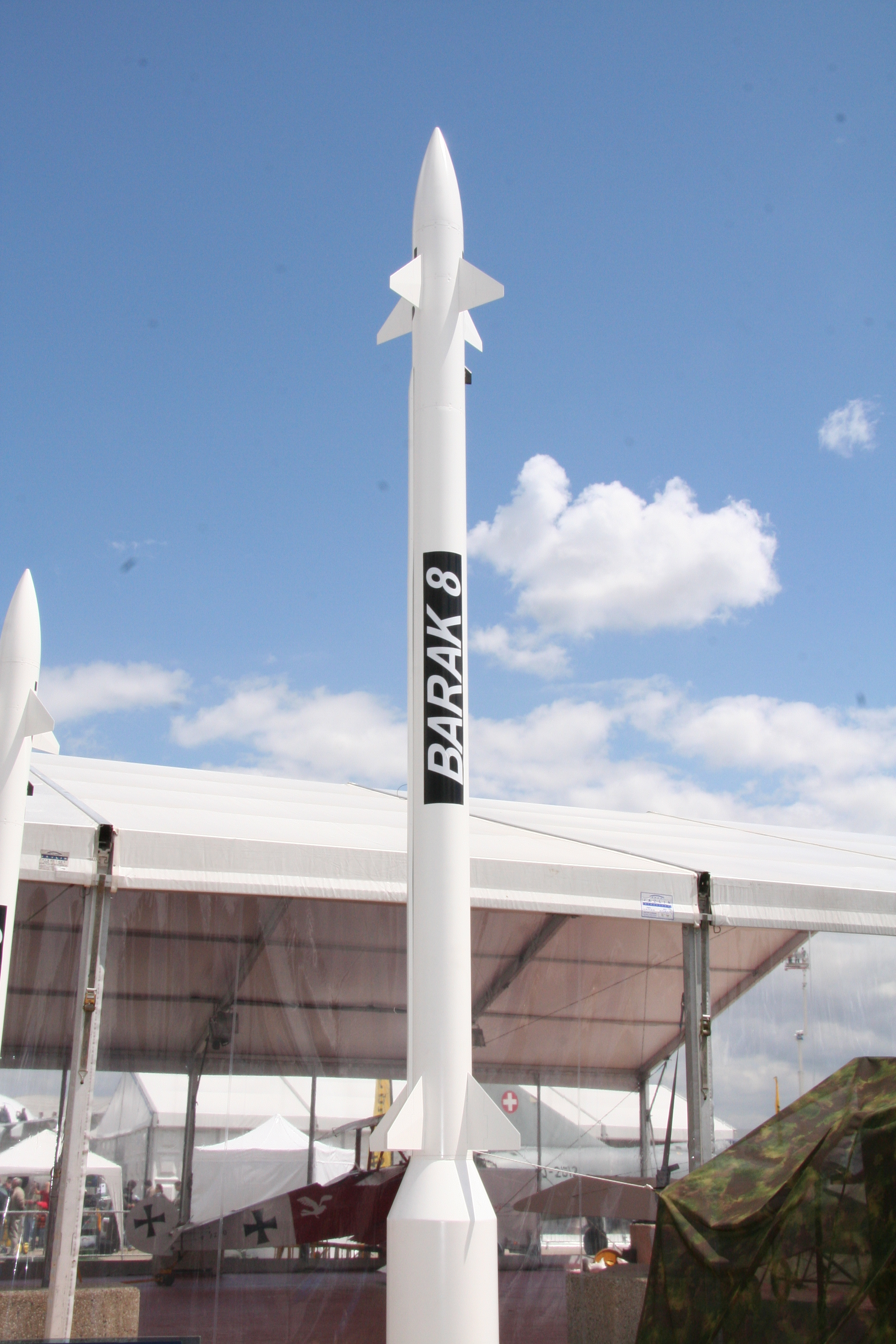
바락-8ER. 바락-8에 장거리용 부스터를 추가했다.

바락 8(Barak 8)은 인도와 이스라엘이 합작 개발한 지대공 미사일이다. 중거리와 장거리 두가지 버전이 있다. 바락 1을 개량한 것이다.

## 역사
바락 1을 개량하여, 이스라엘 IAI와 인도 DRDO가 합작개발했다.
2009년 11월, 이스라엘은 11억 달러 규모의 계약을 인도와 체결했다. 2017년 5월, 인도 해군은 4척의 구축함에 탑재할 6억 3천만 달러 규모의 주문을 했다. 2018년 9월, 인도 해군의 7척의 호위함에 탑재할 바락 8 미사일 시스템을 12억 8천만 달러에 주문했다.
액티브 레이다 유도 미사일이다. 동시에 다수의 목표물을 분산하여 공격하는 능력이 있다. 탄두중량 60 kg에 근접신관이며, 탄도 미사일을 요격할 수 있다.
바락 8의 길이는 약 4.5m, 미사일 몸체의 직경은 0.225m, 부스터 직경 0.54m, 날개 길이는 0.94m, 무게는 275kg이다. 근접신관의 60kg 탄두를 장착했다.
미사일의 최대 속도는 마하 2, 최대사거리는 70km이며, 나중에 100km로 증가했다.
바락 8은 이중 펄스 로켓 모터와 추력 벡터 제어를 특징으로 하며, 높은 수준의 기동성을 가지고 있다. 한국판 패트리어트인 천궁 미사일도 이중 펄스 로켓 모터와 추력 벡터 제어를 특징으로 한다.
두 번째 모터는 종말 단계에서 작동되는데, 이 단계에서 액티브 레이더 시커가 활성화되어 스스로 목표물을 유도한다. 바락 8은 다음과 같은 다양한 공중 위협에 대응하도록 설계되었다. 대함 미사일, 항공기, UAV 드론 및 초음속 미사일. EL/M-2248, MF-STAR AESA와 같은 현대식 방공 시스템 및 다기능 감시 추적 및 유도 레이더와 결합 될 경우, 바락 8은 여러 대상을 동시에 교전 할 수 있다.
인도 해군의 배수량 6천톤급 닐기리급 호위함, 만재배수량 7400톤 콜카타급 구축함에 32발의 바락 8 미사일을 수직발사관(VLS)에 장착했다. 콜카타급은 3척이 건조되었는데, 미국의 이지스 구축함으로 보면 된다.

## 실전기록
2020년 11월 9일, 아르메니아는 아제르바이잔의 수도인 바쿠를 향해 이스칸데르 미사일을 발사했지만, 아제르바이잔이 이를 요격한 것으로 나타났다. 아제르바이잔 당국자는 영국 런던에서 활동하고 있는 중동 전문 매체인 미들이스트 아이에게 "이스라엘에서 수입한 바락 8 지대공미사일로 이스칸데르를 요격했다"고 말했다. 즉, 바락 8은 이스라엘판 패트리어트 미사일이라는 의미이다. 아르메니아는 2016년 러시아로부터 이스칸데르 미사일을 수입했다. 아제르바이잔과의 무력 분쟁에서 여러 발의 이스칸데르를 발사했지만, 전과는 미비했다. 니콜 파시냔 아르메니아 총리는 현지 언론과의 인터뷰에서 "이스칸데르 미사일은 문제가 많고, 쓸모가 없었다"고 불평했을 정도다.

## MRSAM
사거리 100 km의 중거리 지대공 미사일이다. 초기형은 사거리 70 km였다.

## LRSAM
바락-8ER은 사거리 150 km의 장거리 지대공 미사일이다. 미국 사드가 사거리 40-150 km이다.

## 같이 보기
- 바락 1